# Polyvena
Polyvena là một chi bướm đêm thuộc phân họ Tortricinae của họ Tortricidae.

## Các loài
- Polyvena horatius Poinar & Brown, 1993